# Liste der Bodendenkmale in Geesthacht
In der Liste der Bodendenkmale in Geesthacht sind die Bodendenkmale der Stadt Geesthacht nach dem Stand der Bodendenkmalliste des Archäologischen Landesamts Schleswig-Holstein von 2016 aufgelistet. Die Baudenkmale sind in der Liste der Kulturdenkmale in Geesthacht aufgeführt.
| Denkmal-ID           | Befundart           | Bezeichnung                                  | Zeitstellung                 | Lage | Bemerkungen       | Bild |
| -------------------- | ------------------- | -------------------------------------------- | ---------------------------- | ---- | ----------------- | ---- |
| aKD-ALSH-Nr. 000 589 | Grabmal > Grabhügel | Grabhügel                                    | Vor- und/oder Frühgeschichte |      |                   |      |
| aKD-ALSH-Nr. 000 633 | Grabmal > Grabhügel | Grabhügel „Totenhaus von Grünhof-Tesperhude“ | Bronzezeit                   |      |                   |      |
| aKD-ALSH-Nr. 000 642 | Grabmal > Grabhügel | Grabhügel                                    | Vor- und/oder Frühgeschichte |      |                   |      |
| aKD-ALSH-Nr. 000 643 | Grabmal > Grabhügel | Grabhügel „Päperberg“                        | Vor- und/oder Frühgeschichte |      | = Hasenthal LA 22 |      |
| aKD-ALSH-Nr. 000 644 | Grabmal > Grabhügel | Grabhügel                                    | Vor- und/oder Frühgeschichte |      |                   |      |
| aKD-ALSH-Nr. 000 645 | Grabmal > Grabhügel | Grabhügel                                    | Vor- und/oder Frühgeschichte |      |                   |      |
| aKD-ALSH-Nr. 000 646 | Grabmal > Grabhügel | Grabhügel                                    | Vor- und/oder Frühgeschichte |      |                   |      |
| aKD-ALSH-Nr. 000 647 | Grabmal > Langbett  | Langbett/Steinreihe                          | Neolithikum                  |      | = Hasenthal LA 29 |      |
| aKD-ALSH-Nr. 000 648 | Grabmal > Langbett  | Langbett/Steinreihe                          | Neolithikum                  |      | = Hasenthal LA 30 |      |
| aKD-ALSH-Nr. 000 649 | Grabmal > Grabhügel | Grabhügel                                    | Vor- und/oder Frühgeschichte |      |                   |      |
| aKD-ALSH-Nr. 000 650 | Grabmal > Grabhügel | Grabhügel                                    | Vor- und/oder Frühgeschichte |      |                   |      |
| aKD-ALSH-Nr. 000 651 | Grabmal > Grabhügel | Grabhügel                                    | Vor- und/oder Frühgeschichte |      |                   |      |
| aKD-ALSH-Nr. 000 652 | Grabmal > Langbett  | Langbett/Steinreihe                          | Neolithikum                  |      | = Hasenthal LA 34 |      |
| aKD-ALSH-Nr. 000 653 | Grabmal > Langbett  | Langbett/Steinreihe                          | Neolithikum                  |      | = Hasenthal LA 35 |      |
| aKD-ALSH-Nr. 000 654 | Grabmal > Grabhügel | Grabhügel                                    | Vor- und/oder Frühgeschichte |      |                   |      |